# 無愛不活
無愛不活是美國創作歌手泰勒絲及英國歌手贊恩為2017年電影《格雷的五十道陰影：束縛》原聲帶所演唱的一首歌曲。歌曲由泰勒絲、山姆·杜與杰克·安东诺夫共同創作，並由安东诺夫製作。歌曲於2016年12月9日由聯眾唱片發行。2017年1月27日，歌曲的音乐录像带发布。

## 作曲
歌曲由泰勒絲、山姆·杜及杰克·安东诺夫共同創作。歌曲的詞曲與電影主題相關，是一首電子R&B抒情歌曲。歌曲中，贊恩使用假聲演唱，而泰勒絲演唱闡釋關係的部分。

## 樂評
《娱乐周刊》的诺兰·费尼指出：“一年以來的頭條並沒有給她（泰勒絲）的公眾形象造成打擊”“她正試著消除自己的爭議，而她也確實做到了這方面：『歡迎泰勒絲性感的一面』” Idolator的四位編輯給予了歌曲3.5/10的評分。AXS的卢卡斯·维拉認為，這首歌不像埃利·古尔丁的愛由你做主或威肯的你值得那樣性感，寫道：“儘管歌曲的歌词一般，但贊恩厚积薄发，设法向大众展示他最棒的表现。”